# OH-23 烏鴉直升機
OH-23 烏鴉直升機（英語：OH-23 Raven)是希勒飛機公司基於Hiller Model 360研製的一款三座軍用輕型觀察直升機。

## 發展
1947年，聯合直升機(英語：United Helicopters)研製了Model 360X直升機。1948年10月14日，民航局(CAA)頒發了Model 360的生產證書。聯合直升機公司開始生產Model360，並將其編號為UH-12。同年，聯合直升機改名，希勒飛機。1949年，升級款UA-12A問世，並被美國、法國和多家私人企業採用。
之後的眾多改款則在美軍中擔任醫療、觀察及教練直升機，直到退役。

## 型號

### 軍用
- YH-23

美國陸軍用來評估的UH-12A，共1架。
- H-23A

初始版本，美國陸軍裝備100架，美國空軍購買5架用於測試。
- H-23B

滑橇/輪式起落架和新型引擎的版本，1962年命名為OH-23B，美國陸軍273架和81架軍事出口。
- H-23C

配備三座位、一體式頂篷和金屬轉子葉片的Model UH-12C，為美國陸軍製造145架。1962年命名為OH-23C。
- H-23D

配備新轉子、變速箱和新引擎的H-23C，為美國陸軍製造348架。1962年命名為OH-23D。
- H-23E

Model UH-12E，未售出
- H-23F

Model UH-12E-4，四座型號，機艙加大和更換新引擎，1962年命名為OH-23F，為美國陸軍製造22架。
- H-23G

三座雙控版本的H-23F，1962年命名為OH-23G，製造了793架。
- HTE-1

美國海軍版的Model UH-12A，共17架。
- HTE-2

美國海軍版的H-23B，製造35架。
- Hiller HT Mk 1

英國皇家海軍命名的20架美國海軍退役HTE-2。
- Hiller HT Mk 2

英國皇家海軍的UH-12E，共21架。
- CH-112 游牧民族(英語：nomad)

加拿大的UH-12E軍用版本。

### 私人民用
- UH-12A

提供給美國陸軍的最初款。
- UH-12B (HTE-2)

美國海軍訓練版。 1962 年之前美國海軍編號HTE-2。
- UH-12C

三座版本，美國陸軍編號H-23C。
- UH-12D

美國陸軍的H-23C改進型，編號H-23D。
- UH-12E

H-23D的三座雙控版本。
- UH-12ET

裝備渦輪發動機的UH-12E版本。
- UH-12E-3

新的三座量產版。
- UH-12E-3T

新的渦輪動力量產版本。
- Hiller UH-12E4, four seater

四座民用版。美國陸軍編號H-23F。
- UH-12E-4T

四座渦輪驅動的量產版本。
- UH-12L-4

加長版，帶有更寬的機艙窗戶。

## 服役國家
| - 阿根廷 - 玻利维亚 - 加拿大 - 智利 - 哥伦比亚 - 法國 - 西德 - 印度尼西亞 | - 以色列 - 墨西哥 - 荷蘭 - 巴拉圭 - 秘魯 - 英国 - 美国 - 乌拉圭 |

## 外部連結
（页面存档备份，存于）